# Oonya Kempadoo
Oonya Kempadoo (sinh năm 1966) là một tiểu thuyết gia sinh ra ở Vương quốc Anh của cha mẹ Guyan, cha cô là nhà văn Peter Kempadoo.

## Tiểu sử
Sinh ra ở Sussex, Anh, "của dòng dõi hỗn hợp Ấn Độ, châu Phi, Scotland và Amerindian", Oonya Kempadoo được nuôi dưỡng tại Guyana từ năm tuổi. Cô đã học nghệ thuật ở Amsterdam và cũng sống ở Trinidad, St. Lucia và Tobago. Hiện cô sống ở St. George's, Grenada.
Kempadoo bắt đầu viết một cách nghiêm túc vào năm 1997  và cuốn tiểu thuyết đầu tiên của cô, Buxton Spice, một câu chuyện về tuổi nông thôn bán tự truyện, đã được xuất bản năm 1998. Thời báo New York mô tả nó là "tuyệt vời và được viết tuyệt vời". Cuốn sách thứ hai của cô, Tide Running (Picador, 2001), lấy bối cảnh ở Plymouth, Tobago, là câu chuyện về hai anh em trẻ Cliff và Ossie. Tide Running đã giành giải thưởng văn học Casa de las America cho tiểu thuyết tiếng Anh hay Creole hay nhất.
Cả hai cuốn sách này đều được đề cử cho Giải thưởng văn học quốc tế IMPAC Dublin, lần đầu tiên vào năm 2000 và lần thứ hai vào năm 2003.
Năm 2011, cô tham gia chương trình Viết thư quốc tế tại Đại học Iowa ở thành phố Iowa, IA.
Cô được các giám khảo giải thưởng Orange trao tặng một tài năng vĩ đại cho thế kỷ hai mươi và là người chiến thắng giải thưởng Casa de las Américas.
Cuốn tiểu thuyết thứ ba của cô All Decent Animals (Farrar, Straus và Giroux, 2013) đã được đề xuất trong Danh sách Đọc Mùa hè 2013 của Oprah bởi Karen Russell, người nói: "Làm thế nào bây giờ tôi chỉ tìm hiểu về nhà văn này? ngôn ngữ riêng, vốn bẩm sinh, dày đặc và tươi tốt. Chính quyền và mạch máu của nó quyến rũ tôi. " 